# 西蒙·紐康
西蒙·紐康（英語：Simon Newcomb，1835年3月12日—1909年7月11日），美國籍加拿大天文學家、數學家暨科幻小說作家。雖然他只接受過短期學校教育，卻在鐘錶學、經濟學及數學上有所貢獻。

## 早年生活
紐康生於英屬北美的城鎮華勒斯（今屬加拿大新斯科細亞）。母親艾蜜莉·普林斯（Emily Prince）是新伯倫瑞克一位法官的女兒，父親約翰·伯頓·紐康（John Burton Newcomb）是巡迴學校的教師。紐康的父親在加拿大各地進行教學，尤其是在新斯科細亞和愛德華王子島不同的村莊中進行教學。紐康只接受了短時間的學校教育，主要都是從他的父親接受教育，並曾在1851年時在新伯倫瑞克成為一位草藥醫師的短期學徒。儘管如此，紐康的父親仍舊為他將來的研究打下了良好的基礎。紐康年僅16歲就成為前述草藥醫師的學徒。當時兩人的合約中，紐康將在他的門下學習五年，接受以草藥治病的訓練。但他當了兩年學徒以後對於該醫師的不科學方式逐漸感到不滿和理想幻滅，並認為是遇上了騙徒。紐康因此決定撕毀兩人的協議並出走。之後他旅行了190公里到美國緬因州卡利斯，並遇到了一位願意載他到麻薩諸塞州塞勒姆的船長，他因此得以和已經移民到美國的父親見面。在大約1854年，紐康和父親見面後不久一起前往美國馬里蘭州。
到達馬里蘭州以後，紐康在1854到1856年間擔任教師，第一年任職於肯特县，第二年則是在安妮女王縣的蘇德勒南方不遠處。在閒暇時間中他修習了政治、經濟、宗教等科目，但最深入研讀的是數學和天文學，尤其是在這時研讀牛頓的《自然哲學的數學原理》。1856年他在華盛頓特區附近擔任一名私人教師，並且經常前往華盛頓特區的圖書館研讀數學。在史密森尼学会的圖書館紐康借閱了由數學家納撒尼爾·鮑迪奇翻譯成英文的皮埃尔-西蒙·拉普拉斯的巨著《天體力學》，但他發現該書中的數學超過了他當時的能力。
紐康持續自修數學和物理學，並且在成為美國航海天文曆編制局計算員以前擔任教師維持生活。1857年他註冊進入哈佛大學勞倫斯科學專業學院就讀，1858年畢業並取得學士學位。

### 皮爾士一家
紐康跟隨數學家班傑明·皮爾士學習數學，當時身無分文的紐康往往是皮爾士家相當受歡迎的客人。不過紐康不久開始羨慕班傑明的天才兒子查尔斯·桑德斯·皮尔士，並且被指責摧毀了查爾斯的事業。尤其是約翰·霍普金斯大學校長丹尼爾·科伊特·吉爾曼要授予查爾斯終身聘之前，紐康一直在幕後進行阻撓。大約20年後，據稱紐康影響了卡內基基金會的理事，讓查爾斯失去了發表他一生成果的機會，即使當時安德鲁·卡内基本人、西奥多·罗斯福和威廉·詹姆士等人都支持查爾斯。

## 職業生涯

### 天文學
在南北戰爭前夕，許多美國海軍職員因為同情南方而離職。紐康因此於1861年接下位於華盛頓特區的美國海軍天文台數學與天文學教授空缺。紐康對行星位置進行量測以提升航海的精確度，並逐漸對行星運動感興趣。
紐康在1870年訪問法國巴黎，在當時他知道由彼得·安德烈亞斯·漢森計算的月球位置表是錯誤的。當他在巴黎時就發現了漢森曾使用1750到1838年的資料，並且更進一步的資料可以回溯至1672年。紐康在巴黎期間只有很短的平靜時間分析資料，並親眼目睹拿破崙三世在普法戰爭中失敗，以及隨後使法蘭西第二帝國終結的政變。紐康在促使巴黎公社形成並席捲巴黎天文台的騷亂中設法逃離巴黎，卻也因此可以使用「新資料」以修改漢森的月球位置表。
紐康在1875年被延聘為哈佛大学天文台的台長，但是他表示自己的興趣是數學，而非觀測天文學而拒絕了該聘任。

### 美國航海天文曆編制局局長
紐康於1877年成為美國航海天文曆編制局局長，並且在喬治·希爾的大力協助下進行重新計算所有主要天文常數的計畫。儘管在1884年起紐康擔任要求更嚴苛的約翰·霍普金斯大學數學和物理學教授，他仍然設想與亞瑟·馬修·韋爾德·唐寧設法解決國際上因為各地天文常數值不同造成的混亂。1896年5月紐康出席了在法國巴黎的標準化會議，並達成了所有星曆表必須基於紐康的計算成果，即紐康的太陽表。之後在1950年的另一個會議確認紐康計算的常數為國際標準。

## 研究

### 光的速度
1878年時紐康開始計畫新的精確量測光速的方式，而他的方式需要使用到相當精確的天文常數。當紐康正在將莱昂·傅科的光速測量方式進行改良時，他收到一封身為美國海軍軍官的年輕物理學家阿尔伯特·迈克耳孙的信，而迈克耳孙當時也正計畫進行光速量測實驗。因此紐康和迈克耳孙長期進行合作並建立友誼。1880年時，迈克耳孙協助紐康在迈尔堡和美國海軍天文台之間進行最初實驗，之後則是在波托马克河進行實驗。不過，迈克耳孙在美國海軍天文台和華盛頓紀念碑之間的第二次實驗期間離開了。雖然迈克耳孙在1880年發表了他的第一次實驗結果，但和紐康的數據有很大的差異。1883年迈克耳孙修正了他的量測值，該修正值與紐康的值相近。

### 本福特定律
1881年紐康觀察早期用來進行對數計算的手冊較前方的頁面較後方破舊，而發現了現在被稱為本福特定律的統計定律。這現象使他建立了該定律的原則，即任意一個數據列表中，傾向由數字「1」開始的機率較其他數字高。

### 錢德勒擺動
在1891年賽斯·卡羅·錢德勒提出了地球自轉軸的14個月周期，也就是錢德勒擺動的數個月後，紐康對於理論值和觀測值差異的原因提出解釋。錢德勒擺動假設地球是完美的剛體，但是地球稍微有一些彈性。紐康利用了觀測到的擺動造成的緯度變化估算地球的彈性，發現地球的剛性稍高於鋼。

## 其他貢獻
紐康是一位自主學習的博学家。他在經濟學上也有涉獵，並於1885年出版了《Principles of political economy》 。约翰·梅纳德·凯恩斯稱該書是「原創作品中顯現了新的科學概念，而非之前我已閱讀太多的正統的原創作品。他的概念隨著時間半成形為一個經濟學之類的議題」。紐康的概念被欧文·费雪的貨幣數量論中第一個為人所知的貨幣量公式中所提及。
紐康除了母語英語以外，能說德語、法語、義大利語和瑞典語，並且是一位活躍的登山家。他除了大量閱讀以外，還是多本科學普及書籍和一本科幻小說《His Wisdom the Defender》（1900年）的作者。

## 個人生活
紐康因為膀胱癌病逝於華盛頓特區，以軍事榮譽葬禮下葬於阿靈頓國家公墓，並且時任美國總統威廉·霍华德·塔夫脱親自出席葬禮。
紐康的女兒嫁給美國助理司法部長愛德華·鮑德溫·惠特尼，他是美國語言學教授威廉·德懷特·惠特尼的兒子，曾任康乃狄克州州長和該州參議員的羅傑·謝爾曼·鮑德溫之孫。紐康的外孫是著名美國數學家哈斯勒·惠特尼。

## 語錄

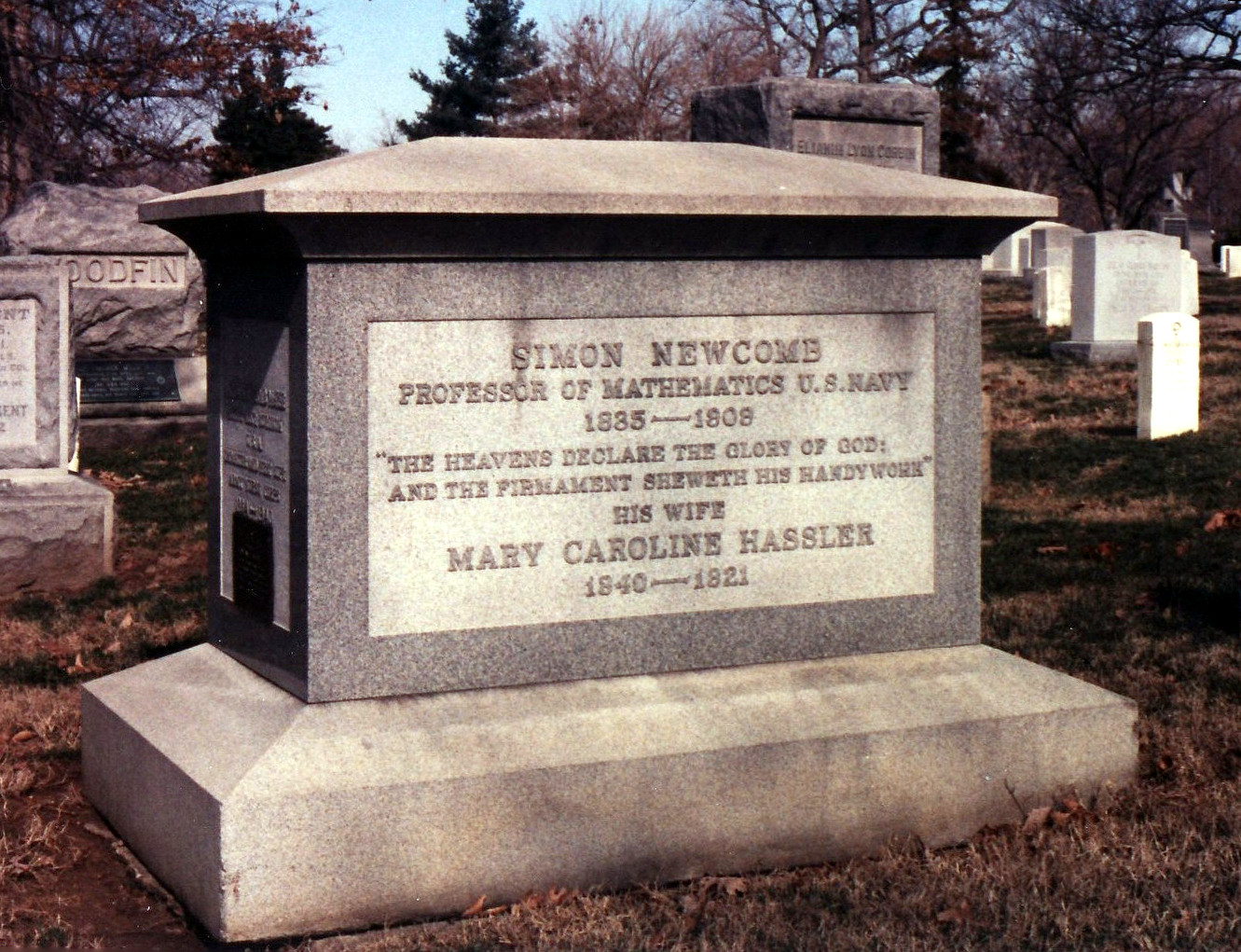
西蒙·紐康在阿靈頓國家公墓的墓碑。

### 關於天文學的發展
1888年紐康稱：「天文學的發展可能已經接近了我們所能理解的極限。」

### 認為飛行器不可行
紐康也因為相信飛行器不可能被發明出來的相關言論而聞名。1901年時紐康對此是報以懷疑但開放想法的態度，並發表了文章《Is the Airship Possible?》。文章中他強調：「首先，這必須取決於是否做出了必要的科學發現」，文末他再強調：「建造一個飛行器...快樂地將一個人從一個地方載運到一個地方必須發現新的金屬或新的力量」。
1903年10月22日，紐康在《獨立報》上提出了著名的言論：「可能並非人類的機械技術能力...人類是否終究被迫承認飛行是其中一個最難解決地問題，並且是人們永遠無法解決的，而必須要放棄任何飛行的嘗試？」，他總結飛行的運動則是即使一個人無法停止他的飛行，當他的速度逐漸下降，就會開始下落。當他的飛行停止時，就會像固定的壓艙重物一樣向下掉落。紐康並沒有任何機翼的概念，而他的「飛機」就是一個傾斜的「薄平板」，因此他總結飛行器永遠無法載一個人。
紐康曾經對宣稱可以建造一個由蒸氣引擎飛行器的塞缪尔·兰利的研究嚴厲批評，當時蘭利的首次公開飛行試驗失敗了。然而，紐康在1903年時也表示：「在20世紀時很可能注定會看到，自然的力量將可讓人類以遠超過鳥類的速度從一個洲飛到另一個洲。但是，我們也探究是否有可能以目前人類所知的知識，以及使用鋼鐵、布和纜線等材料的組合，並且使用電能或蒸汽機做動力成功建造出飛行器。這樣的遠景可能是完全不同的。」
紐康顯然不知道相對沒沒無聞的萊特兄弟所做的相關研究，並且他不知道當時的內燃機有更好的功率重量比。當紐康在1908年得知了萊特兄弟的飛行以後，他很快接受了這項事實。紐康也相當看好旋轉翼（直升機）和飄浮在空中的飛行器（飛艇）的發展。之後有段時間齊柏林飛船定期在歐洲和美國之間載運旅客，並且 LZ 127 齊柏林伯爵號飛船曾經進行環繞世界的飛行。

## 榮譽與獎項
- 1869年美國國家科學院院士和該科學院數個辦公室負責人
- 1874年英國皇家天文學會金質獎章
- 1875年瑞典皇家科学院院士
- 1877年皇家学会院士
- 1878年哈倫科學院惠更斯獎章
- 1885至1900年擔任《美國數學雜誌（英语：American Journal of Mathematics）》編輯
- 1890年皇家學會科普利獎章
- 1893年法國榮譽軍團勳章騎士勳位
- 1897到1898年擔任美國數學學會主席
- 1898年太平洋天文學會布魯斯獎
- 1889到1905年間是美國天文學會創會會員
- 小行星855
- 月球上的紐康環形山（英语：Newcomb (lunar crater)）
- 加拿大皇家天文學會的西蒙·紐康獎（寫作獎項）[16]
- 美國海軍天文台西蒙·紐康實驗室（授時大樓）
- 美國海軍1942年完成的 YMS 263 掃雷艇西蒙·紐康號

## 代表性著作
- Newcomb, S (1878) Popular Astronomy
- Newcomb, S (1880) Astronomy for schools and colleges
- —. . American Journal of Mathematics. 1881, 4 (1): 39–40. JSTOR 2369148. doi:10.2307/2369148.
- Newcomb, S (1885) Principles of Political Economy (Internet Archive)
- Newcomb, S (1887) The ABC Of Finance （页面存档备份，存于）(The Online Library Of Liberty)
- Newcomb, S (1890) Elements of Astronomy
- Newcomb, S (1900) His Wisdom the Defender - Science Fiction novel.
- Newcomb, S (1901) The Stars
- Newcomb, S (1902) Astronomy for Everybody
- Newcomb, S (1903) The Reminiscences of an Astronomer  - His autobiography. (Reissued by Cambridge University Press, 2010. ISBN 978-1-108-01391-8)
- Newcomb, S (1903) The Outlook for the Flying Machine" （页面存档备份，存于）, The Independent, 22 October 1903, pp 2508–12
- Newcomb, S (1906) Compendium of Spherical Astronomy

美國海軍天文台美國航海天文曆編制局人員於1882到1912年發表的論文收錄於《Astronomical Papers Prepared For The Use Of The American Ephemeris And Nautical Almanac》。

## 延伸閱讀
- Brent, J. . Bloomington: Indiana University Press. 1993. ISBN 0-253-31267-1.
- Carter, W. & Carter M. S. . St. Augustine: Mantanzas Publishing. 2005. ISBN 1-59113-803-5.
- Clemence, G. M. (2001) "Newcomb, Simon", Encyclopaedia Britannica, Deluxe CDROM edition
- Fisher, Irving (1909). "Obituary. Simon Newcomb” Economic Journal, 19, pp. 641–44.
- Friedman, Milton (1987) "Newcomb, Simon," The New Palgrave: A Dictionary of Economics, v. 3, 651-52.
- Marsden, B. (1981) "Newcomb, Simon" in Gillespie, C.C. (ed.).  10. New York: Charles Screibner's Sons. 1981: 33–36. ISBN 0-684-16970-3.
- Simon Newcomb Biography （页面存档备份，存于）

## 外部連結
- Biography at the Dictionary of Canadian Biography Online （页面存档备份，存于）
- Obituary from The Times （页面存档备份，存于）
- 約翰·J·奧康納; 埃德蒙·F·羅伯遜, ,  （英语）
- 1898 Bruce Medalist （页面存档备份，存于）
- Simon Newcomb的作品  - 古騰堡計劃
- The Time Machine by H. G.  Wells - 古腾堡计划
- Simon Newcomb, links to Newcomb's economic writings at Archive for the History of Economic Thought
- The Reminiscences of an Astronomer by Simon Newcomb - 古腾堡计划
- Historic Site & Memorial at Wallace Bridge, Nova Scotia (1935)
- General biography of Simon Newcomb and The ABC of Finance （页面存档备份，存于） on The Online Library Of Liberty（页面存档备份，存于）
- Simon Newcomb （页面存档备份，存于） — Biographical Memoirs of the National Academy of Sciences